# Yoshikazu Nagai
Yoshikazu Nagai (Prefectura de Saitama, Japó, 16 d'abril de 1952) és un exfutbolista japonès.

## Selecció japonesa
Yoshikazu Nagai va disputar 69 partits amb la selecció japonesa.